# Глазов, Александр Никитович
Глазов Александр Никитович (1918—1997) — учёный-металлург , лауреат Государственной премии РФ (1995).

## Биография
Родился в деревне Плещеевка (ныне — в Колышлейском районе Пензенской области). С 1936 года работает на шахте в Прокопьевске табельщиком. В 1942 закончил Сибирский металлургический институт и поступил работать на Кузнецкий металлургический комбинат. С 1966 года главный инженер Кузнецкого металлургического комбината. C 1972 года заместитель начальника — главный инженер главного управления металлургической промышленности.
Избирался в 1971 году депутатом Кемеровского областного совета.
В 1969 году защитил диссертацию на соискание учёной степени кандидата технических наук по теме «Некоторые вопросы усовершенствования производства электросталей». Автор более чем 20 изобретений и патентов.

## Награды
- Государственная премия РФ в области науки и техники (1995) — за создание и промышленное освоение ресурсосберегающей технологии конвертерного передела низкомарганцовистого чугуна.